# Lacs Mokoto
Lacs Mokoto är en grupp av fyra sjöar i Kongo-Kinshasa, nämligen:
- Lac Balukila (även Balukira eller Mbalukira)
- Lac Bita (även Mbita)
- Lac Lukulu (även Rukuru eller Bashali Mukoto)
- Lac Ndalaga (även Ndaraga, Ndalala eller Ndaala)

De ligger i provinsen Norra Kivu, i den östra delen av landet, 1 600 km öster om huvudstaden Kinshasa. Mokoto ska ha varit en hundehövding i området runt sekelskiftet 1900.